# Manolita Piña
Manolita Piña Torres-Garcia (nascida Rubies, 24 de fevereiro de 1883 — 11 de junho de 1994) foi a esposa catalã do pintor uruguaio Joaquín Torres García. Ela era conhecida como "Doña Manolita" no Uruguai. Ela foi considerada uma "companheira inseparável" para Torres García, acompanhou-o para conferências, exposições e apoiou todos os seus esforços artísticos. Em muitos aspectos, ela era "como sua sombra". Ela foi a fundadora do Museu Torres García em Montevidéu. Ela é a única supercentenária verificada do Uruguai.

## Biografia
Manolita nasceu em 24 de fevereiro de 1883 em Barcelona, Espanha. Manolita foi educada com seus pais ricos.
Ela se casou com Joaquín Torres García em 20 de agosto de 1908 em Barcelona. Ela e seu marido viveram na Europa, em Nova Iorque e em Montevidéu em 1934.
A arte de Manolita junto com o de seu marido, foi coletada por Emilio Ellena. Ellena descreve sua arte como criativa e bonita, mas Manolita parou de pintar depois que ela se casou. Manolita afirmou que parou de pintar para que ela não se tornasse uma pintora melhor do que seu marido ou perturbasse seu trabalho, o que teria sido vergonhoso para sua família durante seu tempo e em sua cultura. Ela sentiu que, embora tivesse deixado de pintar a si mesma, sua opinião sobre a arte era sempre bem-vinda. Ela pode ter continuado a fazer alguma arte, uma vez que há um registro de uma gravura em madeira de qualidade mestre em seu livro, Notes on Art (1913).
Ela diz que a política era uma das poucas coisas com que ela discutia com o marido. Ela era conhecida por ajudar artistas que sofriam de perseguição política. Dois de seus netos foram presos e no exílio e sua casa foi procurada por eles. Manolita também recusou-se a voltar para Barcelona por causa dos crimes contra a arte que foram cometidos ali, como a destruição de afrescos.

## Legado
Em 1951, Manolita criou um grupo em Montevidéu, chamado MAOTIMA (representando os nomes dos participantes, Manolita, Otilia, Iphigenia e Maria Angelica), dedicado a trabalhar em tapeçarias bordadas.
Manolita foi uma incansável colecionadora do trabalho de seu marido e depois ajudou a promover grande parte de sua arte anteriormente não vista. Ela também inventou seu trabalho, uma lista de mais de 350 peças de arte. Manolita sentiu que após a morte de seu marido, ela deve garantir seu legado e, portanto, criou um museu dedicado à arte e ao legado de seu marido, que cumpriu aos 106 anos. Manolita criou as bases para apoiar o Museu Torres García e ajudou a fundar o museu inicialmente aberto em 29 de julho de 1953. O museu passou por uma longa e difícil história até o governo do Uruguai se estabilizar e o museu foi inaugurado em sua forma atual em 1986. Museu Torres García foi creditada com entusiasmo e força em trabalhar para a criação do museu. Além de criar a fundação e o museu, ela também criou um arquivo para documentar o trabalho de sua vida. Ela era muitas vezes um assunto de retrato para o marido e também o tema das pinturas de outros, incluindo o artista Rafael Barradas. Ela era muitas vezes um assunto de retrato para o marido e também o tema das pinturas de outros, incluindo o artista Rafael Barradas.
Ela foi homenageada em 2000 pela Fundação Centro Cultural, Caixa Terrassa.